# Округ Сампсон (Северна Каролина)
Сампсон (енгл. Sampson County) је округ у америчкој савезној држави Северна Каролина.

## Демографија
По попису из 2010. године број становника је 63.431, што је 3.27 (5,4%) становника више него 2000. године.
| Група             | 2000.          | 2010.          |
| Белци             | 34.190 (56,8%) | 33.754 (53,2%) |
| Афроамериканци    | 18.018 (29,9%) | 17.128 (27,0%) |
| Азијати           | 186 (0,3%)     | 242 (0,4%)     |
| Хиспаноамериканци | 6.477 (10,8%)  | 10.440 (16,5%) |
| Укупно            | 60.161         | 63.431         |